# Avenida Teotônio Segurado
A avenida Joaquim Teotônio Segurado é a mais importante via arterial da cidade de Palmas, capital do estado do Tocantins, Brasil. É a maior avenida da cidade e da Região Norte do Brasil num total de 26 km de extensão e é considerada a mais longa avenida em linha reta do Brasil, apresentando percurso totalmente reto de aproximadamente 10,2 km Seu nome é uma homenagem ao pioneiro da emancipação tocantinense desembargador Joaquim Teotônio Segurado.

## Construções notáveis
A avenida também é considerada o coração financeiro da capital, a considerar o grande número de empreendimentos e franquias ao longo da avenida como: bancos, universidades, hotéis de luxo, supermercados,  centros empresariais e franquias de lanchonetes transnacionais (Burger King e Bob's); além do Estádio Nilton Santos e o Cartódromo. Na sua expansão sul, há o acesso ao Aeroporto Brigadeiro Lysias Rodrigues. A via é "cortada" pela praça dos Girassóis, centro geodésico do Brasil. Nela encontram-se o o Tribunal de Justiça do Tocantins (TJ/TO), a Assembleia Legislativa, o Palácio Araguaia e a sede da Arquidiocese de Palmas. Também estão presentes instituições estaduais importantes como a Defensoria Pública do Tocantins e o Fórum de Palmas, além das sedes de autarquias federais:

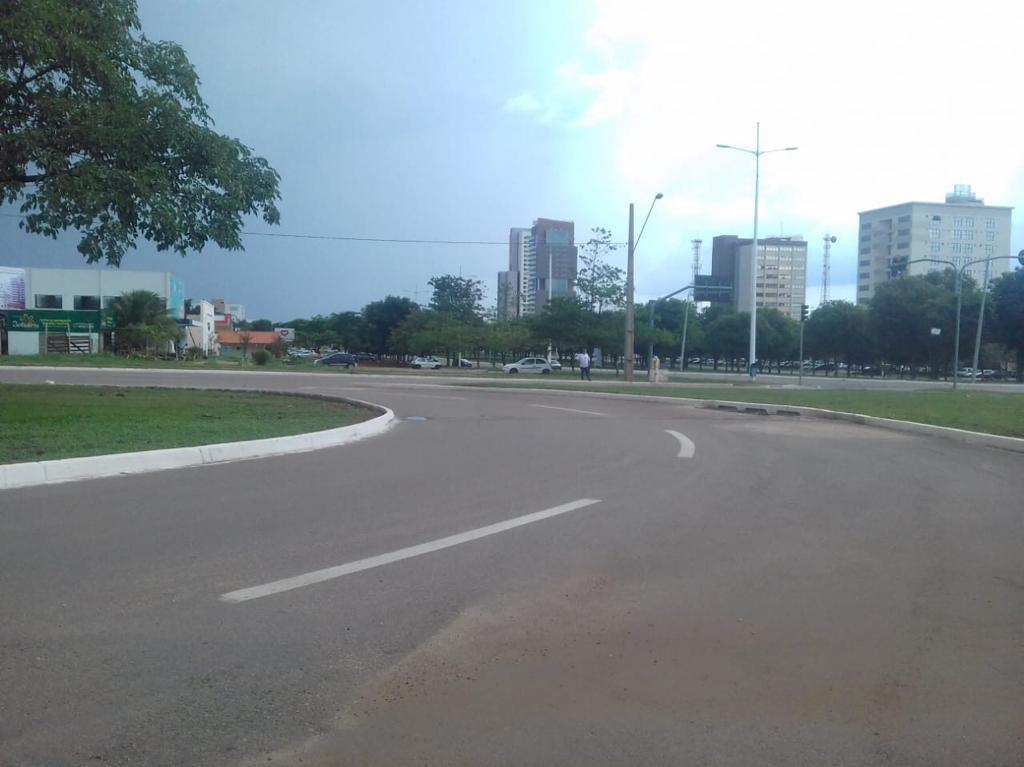
Avenida Teotônio Segurado.01

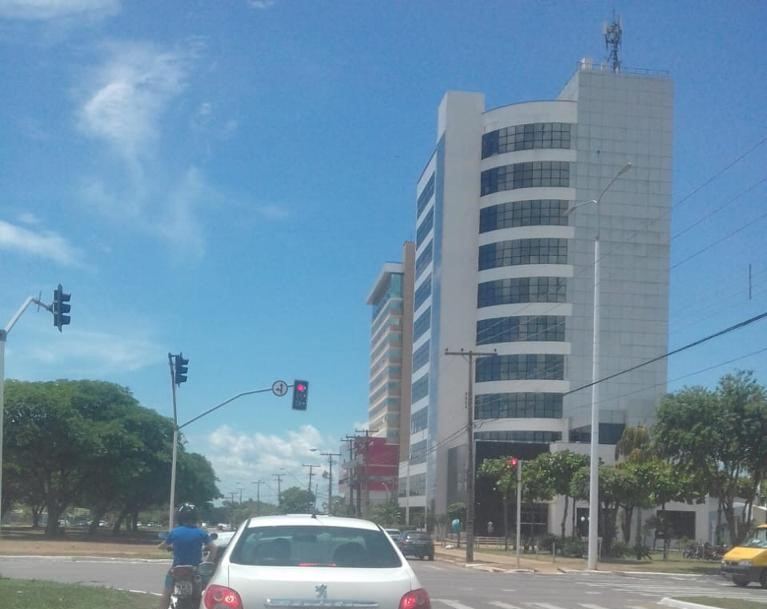
Empreendimento na Avenida Teotônio Segurado

- Conselho Regional de Administração do Tocantins (CRA-TO)
- Conselho Regional de Corretores de Imóveis do Estado do Tocantins (CRECI-TO)
- Conselho Regional de Enfermagem do Tocantins (COREN-TO)
- Conselho Regional de Farmácia do Tocantins (CRF-TO)
- Conselho Regional de Medicina Veterinária do Tocantins (CRMV-TO)